# 頸板状筋
頸板状筋（けいばんじょうきん、英語: splenius cervicis muscle）は、長背筋のうち、後頸の深層に位置する筋肉である。板状筋のうち、頭板状筋と頸板状筋の2部に分けられたものの一方である。胸椎の棘突起を起始とし、外側上方に向かって走り、頸椎に付着する。
片側が作用すると、その方向に首が回転し、両側が作用すると顔が上に向く。

## 画像

頸板状筋の位置 アニメーション
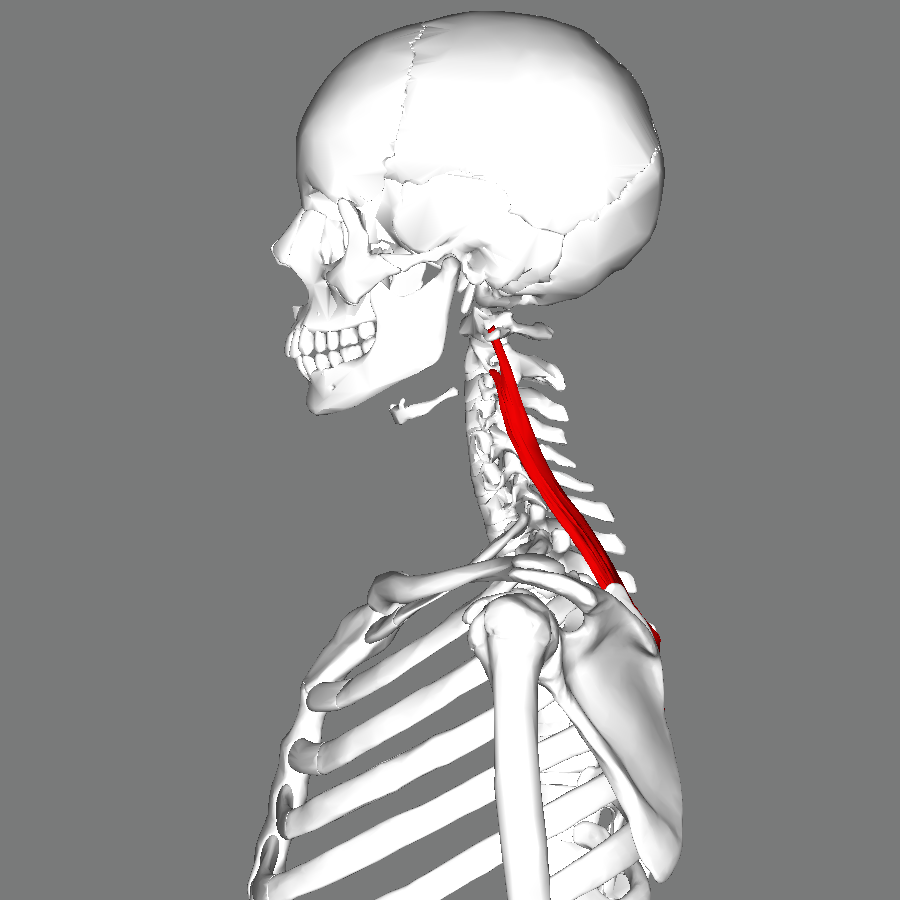
頸板状筋の位置 横から見た画像
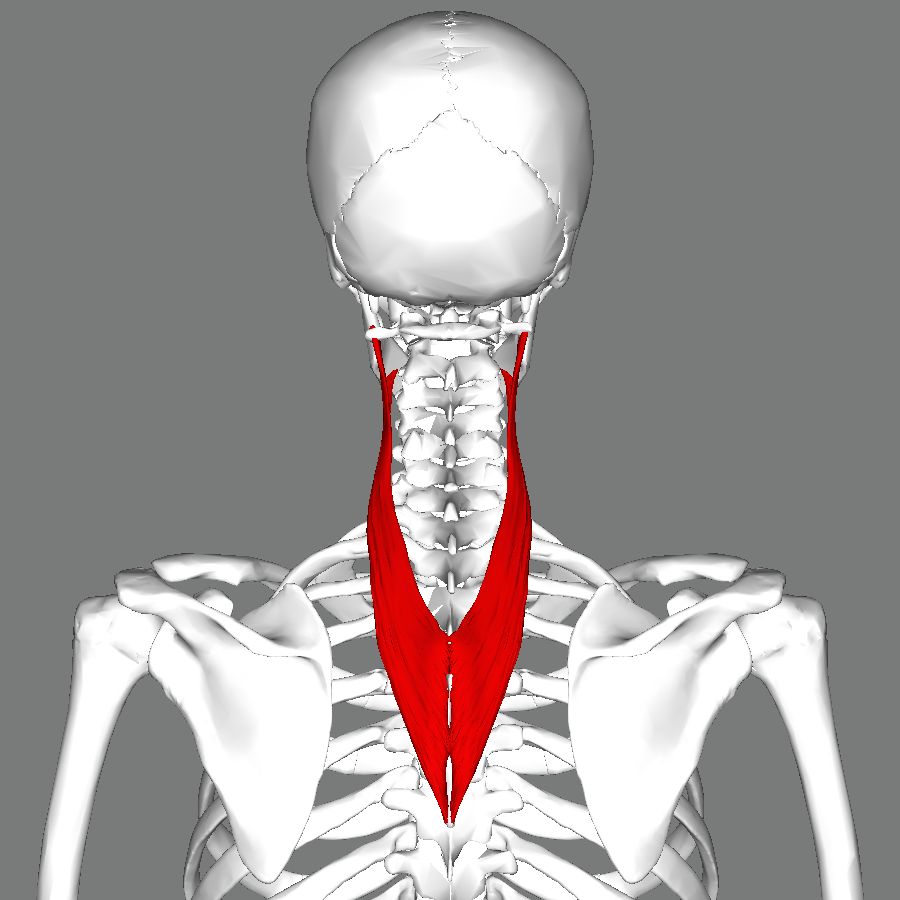
頸板状筋の位置 背側から見た画像